# Naravni park Psiloritis
Naravni park Psiloritis (grško Φυσικό Πάρκο Ψηλορείτη) je Unescov globalni geopark v osrednjem delu otoka Kreta v južni Grčiji.

## Zgodovina
Od leta 2001 je park član Evropske mreže geoparkov, ki je članica UNESCO Globalne mreže geoparkov. Gre za pobudo lokalnih oblasti, ki jo upravlja upravni odbor geoparka pod AKOMM Psiloritis S.A. Znanstveni svetovalec parka je Naravoslovni muzej Univerze na Kreti.

## Opis
Naravni park Psiloritis se razprostira na gori Psiloritis in njenem severnem vznožju do Kretskega morja. Obsega površino 1159 km². Upravno je park razdeljen na prefekturi Retimno in Iraklion. Sedež parka je v občini Anogeia.
Namen parka je ohraniti naravno in kulturno dediščino območja Psiloritisa s promocijskimi in izobraževalnimi dejavnostmi, pa tudi s pobudami trajnostnega razvoja, kot so geoturizem, ekoturizem in kmečki turizem. Zaradi njegovih geoloških značilnosti številne univerze po svetu organizirajo izlete za svoje študente, da obiščejo park. Med geološko zaščitenimi značilnostmi parka je veliko jam, vključno z jamo Idaion. Jame, kot tudi druge pomembne značilnosti parka, so povezane s kraško naravo masiva gore Ida.

## Dejavnosti
Glede na obsežnost zavarovanega območja in veliko okoljsko pestrost je v njem možno izvajati številne dejavnosti, nekatere od njih so povezani z obmorskim turizmom na severni obali. Poleg opazovanja ptic in proučevanja divjih živali (vključno s prisotnostjo endemične koze Kri-kri), je v parku spodobna mreža pohodnih poti, ki se razvije okoli evropske poti E4 in je delno zavarovana. Pozimi se je na masivu gore Ida mogoče ukvarjati tudi s smučanjem, zahvaljujoč nekaterim žičnicam.